# Comédie de caractère

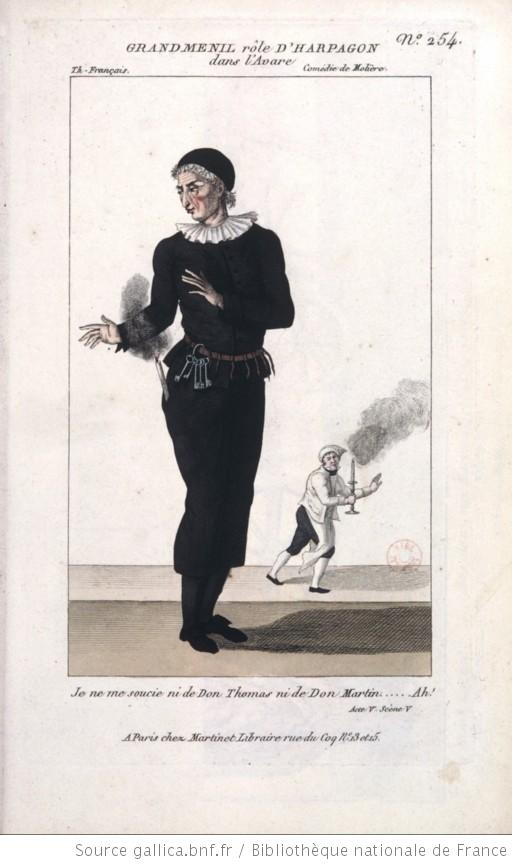
L'avare de Molière

La comédie de caractère s'oppose à la comédie d'intrigue. Elle met l'accent sur la peinture des personnages plutôt que sur une intrigue. En cela, elle s'écarte de la tradition aristotélicienne qui recommandait au créateur d'imaginer d'abord une intrigue ou suite d'actions comme ressort premier, d'où découleraient les caractères. En d'autres termes, la comédie de caractère a d'abord été considérée comme « une comédie composée avec la mauvaise méthode, celle qui va du caractère à l'intrigue. »
Dans ses Observations sur la comédie et sur le génie de Molière, Luigi Riccoboni est le premier à théoriser la comédie de caractère et il attribue la création de celle-ci à Molière. « Le Misanthrope est souvent considéré comme la première manifestation de la comédie dite de caractère. »
Dans ce genre de comédie, un personnage est doté d'une manie, d'un caractère, d'une obsession qui l'oppose aux autres personnages et le rend ridicule. Par exemple, la misanthropie d'Alceste est stigmatisée par Molière dans sa pièce Le Misanthrope. Dans l'Avare, Harpagon aime son or bien plus que n'importe quoi d'autre.
Au plan de la composition dramatique, il n'y a guère différence entre la comédie de caractère et la comédie de mœurs. Selon Jean de Guardia, « la comédie de mœurs n'est rien d'autre qu'une comédie de caractère: les types sociaux qui sont l'objet de la pièce sont pensés en premier, l'intrigue en second. »